# Out of My Head
Out of My Head é uma canção da banda americana Fastball que foi lançada como o segundo single de trabalho do seu segundo álbum de estúdio All the Pain Money Can Buy. A música é uma balada rock com influência da gospel music americana, dominada pelo órgão Hammond e piano. O baixista Tony Scalzo é o vocalista da música, com o guitarrista Miles Zuniga chegando com harmonia no último refrão. "Out of My Head" chegou ao número 20 na Billboard Hot 100, número 11 na parada canadense Top Singles, e número 65 na Australian Singles Chart.
Em 2016, uma versão adaptada do refrão foi usada na música "Bad Things" de Machine Gun Kelly e Camila Cabello.

## Desempenho nas Paradas Musicais
| Parada Musical (1999)                              | Posição |
| -------------------------------------------------- | ------- |
| (ARIA)                                             | 65      |
| Canada Top Singles (RPM)                           | 11      |
| Canada Adult Contemporary (RPM)                    | 33      |
| Estados Unidos (Billboard Hot 100)                 | 20      |
| Estados Unidos (Billboard Adult Alternative Songs) | 14      |
| Estados Unidos (Billboard Adult Top 40)            | 3       |
| Estados Unidos (Billboard Mainstream Top 40)       | 8       |

| Parada Musical (1999)    | Posição |
| ------------------------ | ------- |
| Canada Top Singles (RPM) | 59      |
| Billboard Hot 100        | 88      |